# Ie (thiết chế gia đình Nhật Bản)

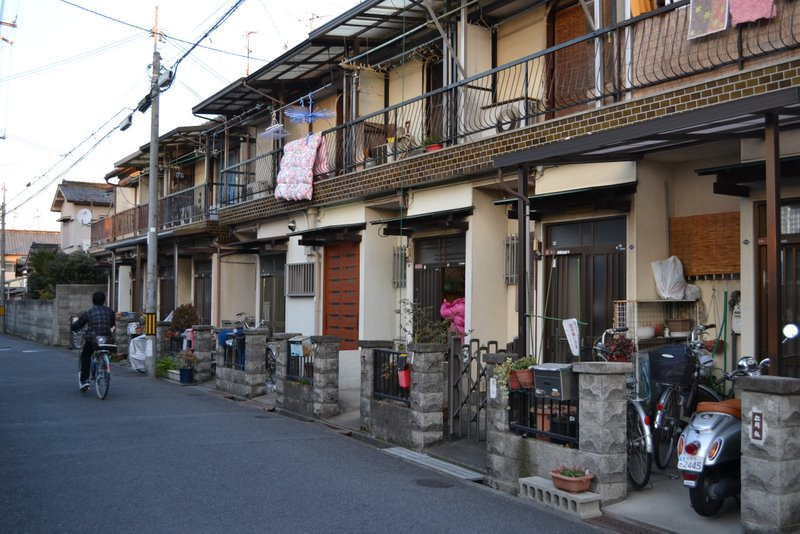
Ie về mặt hữu hình: một ngôi nhà của người Nhật

Ie  (家 gia) là một thuật ngữ tiếng Nhật có thể dịch trực tiếp thành hộ gia đình. Đó có thể là một ngôi nhà về mặt hữu hình hoặc chỉ đến dòng dõi gia đình, cũng như thường được dùng để nói về cấu trúc gia đình "truyền thống" Nhật Bản. Định nghĩa hữu hình của một ie bao gồm tài sản như một ngôi nhà, ruộng lúa và vườn rau và cả phân khu của riêng họ ở nghĩa trang địa phương. Định nghĩa về mặt tượng trưng của ie thì chỉ đến bối cảnh văn hóa nói về các quá trình hữu hình trong thân tộc, ví dụ như chuyện kết hôn và sinh đẻ. Ie mang tính tượng trưng không phải chỉ đến mỗi huyết thống mà còn chỉ đến cả các chức năng kinh tế, xã hội và tín ngưỡng diễn ra bên trong nội bộ gia tộc.